# Henry Fok Ying-tung
Henry Fok Ying-tung. (Pantu, 10 de mayo de 1923 - Pekín, 28 de octubre de 2006). Empresario y magnate de Hong Kong. Fue en tres ocasiones Vicepresidente del Comité Nacional de la Conferencia Consultiva Política del Pueblo Chino (CPPCC), órgano asesor del parlamento chino y Presidente de la Cámara General de Comercio de China en Hong Kong. 
Durante la guerra de Corea colaboró en el suministro de armas a Corea del Norte. En 1993, antes de que Hong Kong se reintegrase a China, fue nombrado por el gobierno chino Vicepresidente del CPPCC
Sus negocios y vínculos con el gobierno de la República Popular de China y el Partido Comunista le hizo ganarse el apodo de El Padrino.
En 2006, la revista Forbes lo situó en el puesto 181 de la lista de los más ricos del mundo, con 3.700 millones de dólares.